# شهيلي

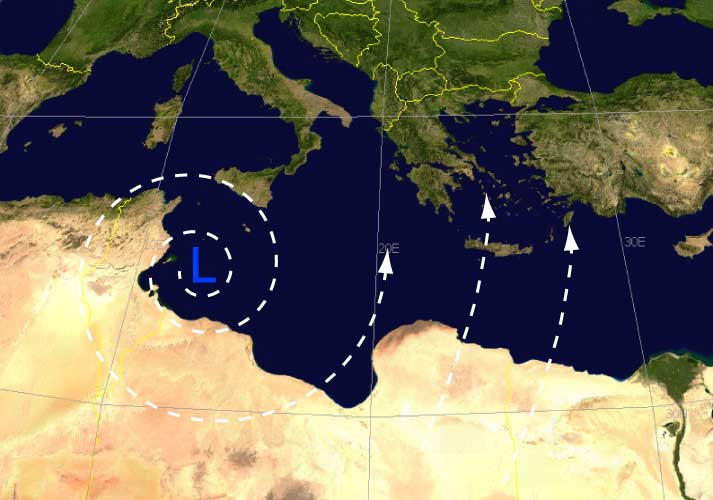
تكون الشهيلي

الشهيلي أو الرياح الحارة هي التسمية في تونس و شرق الجزائر لأحد أنواع الرياح التي تسمى في باقي مناطق الجزائر بالسيروكو وفي ليبيا بالقبلي وفي المغرب بالشرقي وفي جزر الباليار تسمى كلما (calima).
والشهيلي هو ريح صحراوي جنوبي أو جنوبي شرقي يأتي إلى شمال أفريقيا من منطقة الصحراء ، عنيف وجاف وحار يهب على شمال أفريقيا والسواحل المتوسطية لأوروبا الغربية. ينشأ هذا الريح عندما توجد كتلة هوائية مدارية مستقرة فوق الصحراء بين منطقة ذات ضغط مرتفع في مستوى مدار الجدي ومنطقة ضغط منخفض طارئة على مستوى البحر الأبيض المتوسط، بما يسبب اتجاه الكتلة الهوائية الصحراوية الحارة نحو الشمال باتجاه تونس والجزائر والمغرب ومن هناك إلى الأندلس وجزر الباليار وصقلية. وقد تكون هذه الرياح رملية وقد تصل إلى جبال الآلب بما يساهم في ذوبان الثلج في الربيع.
استوديو الرسوم المتحركة الياباني غيبلي أخذ اسمه من التسمية الإيطالية لهذه الرياح (Ghibli) المأخوذة من الأسم العربي «قبلي» المستخدم في ليبيا.

## مارين
مارين (Marin) هو اسم محلي لنوع من رياح السيركو تهب على خليج ليون والمناطق المجاورة له، وتهب هذه الرياح من الجنوب الشرقي في مقدمة المنخفضات الجوية الجبهة، ويصاحب هبوبها في العادة طقس دافئ غائم وماطر.